# Kobe Goossens
Kobe Goossens (Lovanio, 29 aprile 1996) è un ciclista su strada belga, professionista dal 2020, che corre per il team Intermarché-Wanty.

## Palmarès

### Strada
- 2019 (Lotto Soudal U23)

1ª tappa Tour du Jura (Leschères > Lavans-lès-Saint-Claude)
Classifica generale Tour du Jura
- 2023 (Intermarché-Circus-Wanty, due vittorie)

Trofeo Port d'Andratx-Port de Pollença
Trofeo Serra de Tramuntana

#### Altri successi
- 2018 (Lotto Soudal U23)

Classifica giovani Tour du Jura
- 2019 (Lotto Soudal U23)

Classifica scalatori Circuit des Ardennes
- 2021 (Lotto Soudal)

Classifica scalatori Tour de Romandie

### Ciclocross
- 2013-2014

UCI World Cup Koksijde, Juniores
Vlaamse Industrieprijs Bosduin

## Piazzamenti

### Grandi Giri
- Giro d'Italia

2021: ritirato (12ª tappa)
- Tour de France

2022: 46º
2024: 69º
- Vuelta a España

2020: 24º
2023: non partito (5ª tappa)
2024: non partito (10ª tappa)

### Classiche monumento
- Liegi-Bastogne-Liegi

2020: ritirato
2023: 27º
- Giro di Lombardia

2020: 71º

### Competizioni mondiali
- Campionati del mondo di ciclocross

Louisville 2013 - Juniores: 13°
Hoogerheide 2014 - Juniores: 5°
Bieles 2017 - Under-23: 15°

### Competizioni europee
- Campionati europei di ciclocross

Ipswich 2012 - Juniores: 7°
Mladá Boleslav 2013 - Juniores: 5°